# Волгоградский тракторный завод
Волгоградский тракторный завод (сокращённо — ВгТЗ) (до 1961 года — Сталинградский тракторный завод имени Ф. Э. Дзержинского, СТЗ) — российское машиностроительное предприятие в городе Волгограде, основанное в 1930 году в числе первых промышленных объектов, возведённых по планам ускоренной индустриализации СССР, принятым в конце 1920-х годов. В разное время основной продукцией предприятия являлась техника оборонного и гражданского назначения (сельскохозяйственные тракторы, танки и иная военная техника).
Основным оператором предприятия является (2024) Общество с ограниченной ответственностью «Волгоградская машиностроительная компания „ВгТЗ“» (ООО «ВМК „ВгТЗ“»), специализирующееся на разработке и производстве боевых машин.

## История

### 1926—1941 годы
В 1926 году Высшим Советом народного хозяйства СССР было принято решение о строительстве в Сталинграде тракторного завода, первого в стране. Было выбрано место в 14 километрах от центра города, и 12 июля 1926 года состоялась церемония закладки тракторного завода. В память о Ф. Э. Дзержинском, после его смерти в 1926 году, жители Сталинграда ходатайствовали перед ЦИК СССР о присвоении строящемуся заводу его имени. Перед центральной проходной завода в 1932 году был установлен памятник Дзержинскому.
Строительство Сталинградского тракторного завода осуществлялось с привлечением специалистов из западных стран, в первую очередь США. Проектирование завода осуществлялось фирмой «Альберт Кан Инкорпорейтед» знаменитого американского архитектора Альберта Кана и было выполнено в кратчайшие сроки.
Сооружённый в США завод был размонтирован, перевезён в СССР и за 6 месяцев собран под наблюдением американских инженеров во главе с руководителем строительства Джоном Найтом Калдером. В числе строителей завода был известный инженер Владимир Поликарпович Мартыненко. Василий Антонович Сергеев стал первым главным механиком СТЗ.
Строительству Сталинградского тракторного завода посвящён роман «Большой конвейер» (1933) Якова Ильина, который был корреспондентом газеты «Правда» на строительстве завода и возглавлял редколлегию его многотиражки.
В строй действующих предприятий СТЗ был введён в 1930 году. 17 июня 1930 года с конвейера завода сошёл первый колёсный трактор СТЗ-1 мощностью 30 л.с.
20 апреля 1932 года была освоена проектная мощность самого завода. С конвейера сходило 144 трактора в сутки.
Со Сталинградским тракторным заводом неразрывно связана история советского танкостроения. Начало танкового производства на СТЗ относится к 1932 году, когда был создан специальный конструкторско-экспериментальный отдел (СпецКЭО) во главе с Н. Д. Вернером. Под его руководством совместно с другими службами завода была подготовлена документация и начат серийный выпуск простых в изготовлении и эксплуатации и достаточно надёжных танков Т-26.
11 января 1936 года на заводе были проведены стахановские сутки. Большой конвейер за 6 часов 50 минут собрал 210 тракторов при норме 150 тракторов. Тракторы сходили с конвейера через каждые две минуты.
С 11 июля 1937 года завод перешёл на выпуск гусеничных тракторов СХТЗ-НАТИ (СТЗ-3) с керосиновым двигателем мощностью 52 л. с. В конце 1937 года был освоен выпуск унифицированного с пропашным СТЗ-3 транспортного трактора (артиллерийского тягача) СТЗ-5-НАТИ (СТЗ-НАТИ 2ТВ) с двигателем мощностью 52-56 л.с. В 1938 году на Всемирной промышленной выставке в Париже АСХТЗ-НАТИ был отмечен высшей наградой — «Гран-При». К 17 июня 1940 года — 232700 тракторов (в том числе 25 тысяч гусеничных) — более половины тракторного парка страны — сошли с конвейера Сталинградского тракторного завода.
В 1939 году И. П. Иночкин разработал первую в СССР автоматическую станочную линию.
В 1940 году завод получил задание организовать производство танков Т-34 и танковых дизелей В-2. К серийному выпуску танков Т-34 завод приступил в начале 1941 года.

### 1941—1945 годы
В годы Великой Отечественной войны завод осуществлял выпуск и ремонт танков Т-34-76, танковых двигателей (в том числе карбюраторных моторов М-17) и артиллерийских тягачей СТЗ-5-НАТИ, оставаясь одним из основных поставщиков военной техники на фронт, несмотря на разрыв кооперации с другими эвакуированными предприятиями отрасли. Из-за этого СТЗ был вынужден делать все комплектующие самостоятельно. Выпуск продукции осуществлялся даже в период после прорыва вермахта к Сталинграду 23 августа 1942 года, причём попытка захвата города «сходу» ударом вдоль реки с севера была отбита с участием бригады рабочего ополчения Сталинградского тракторного завода под руководством командира бригады инженера-технолога Николая Леонтьевича Вычугова. Производство было окончательно остановлено только 13 сентября 1942 года, когда бои шли уже непосредственно на территории завода.

### 1945—1991 годы
25 ноября 1949 года без остановки производства был осуществлён переход на выпуск трактора ДТ-54 оснащённого дизельным двигателем мощностью 54 л. с.
26 июля 1962 года завод выпустил первые 25 тракторов ДТ-65 с новым двигателем мощностью 75 л. с.. 30 декабря 1963 года после проведённой реконструкции завод приступил к серийному выпуску тракторов ДТ-75. ДТ-75 стал базой для целого семейства тракторов.
14 января 1970 года завод выпустил миллионный трактор. За производственные достижения он был награждён орденом Ленина. В последующие годы была проведена большая работа по техническому усовершенствованию трактора ДТ-75, и модернизированные гусеничные пахотные тракторы общего назначения тягового класса 3 — ДТ-75/ДТ-75Н заняли значительный объём производства.
В советское время директорами завода работали выдающиеся организаторы производства Иван Флегонтович Синицын и Валентин Александрович Семёнов.

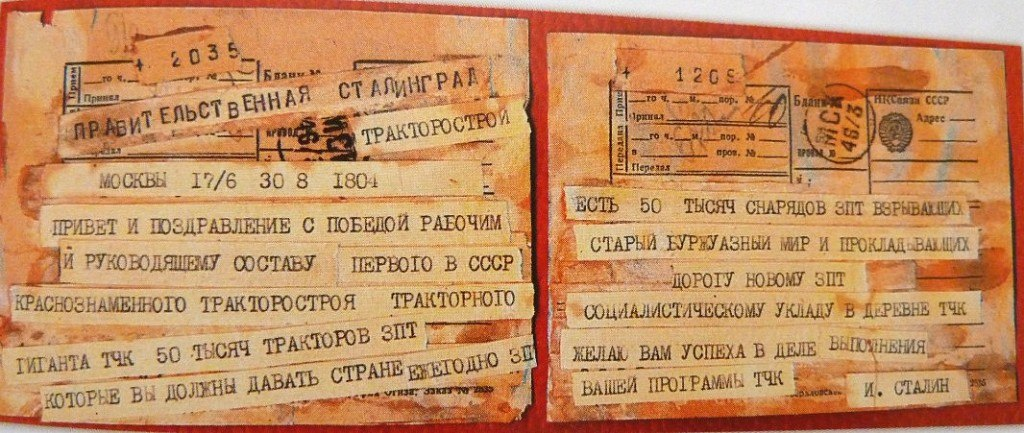
Телеграмма И. В. Сталина
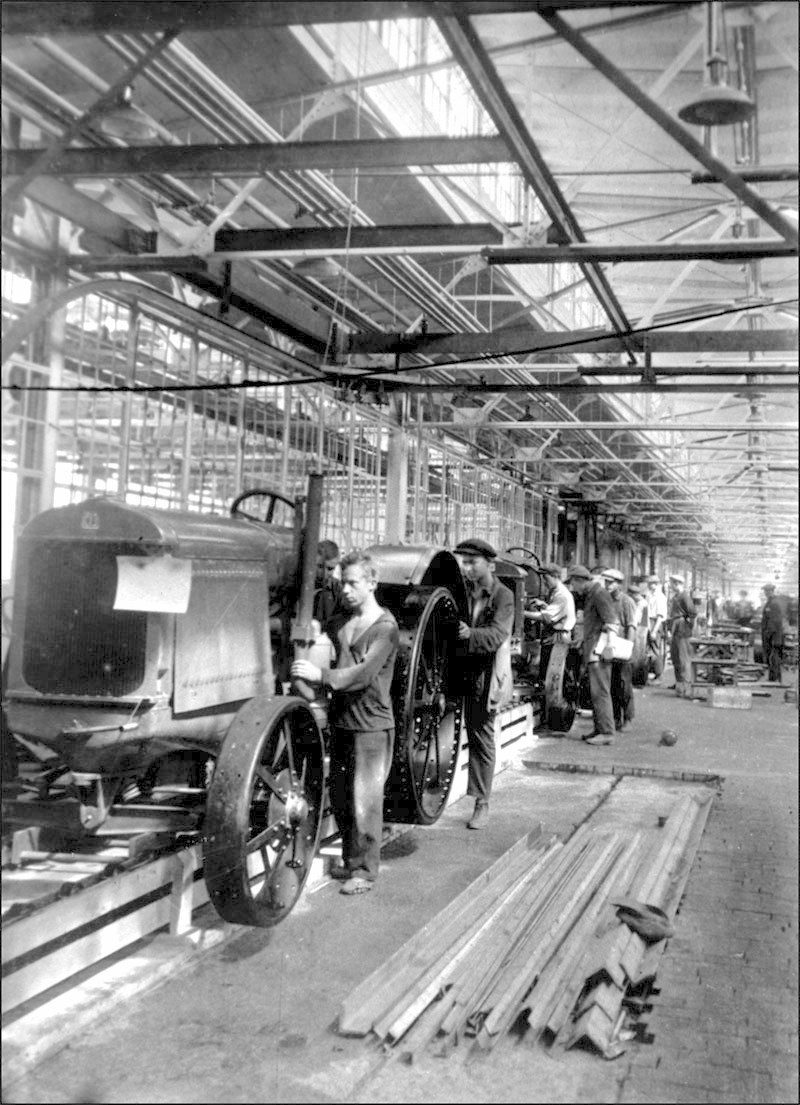
В цеху. 1930 год.
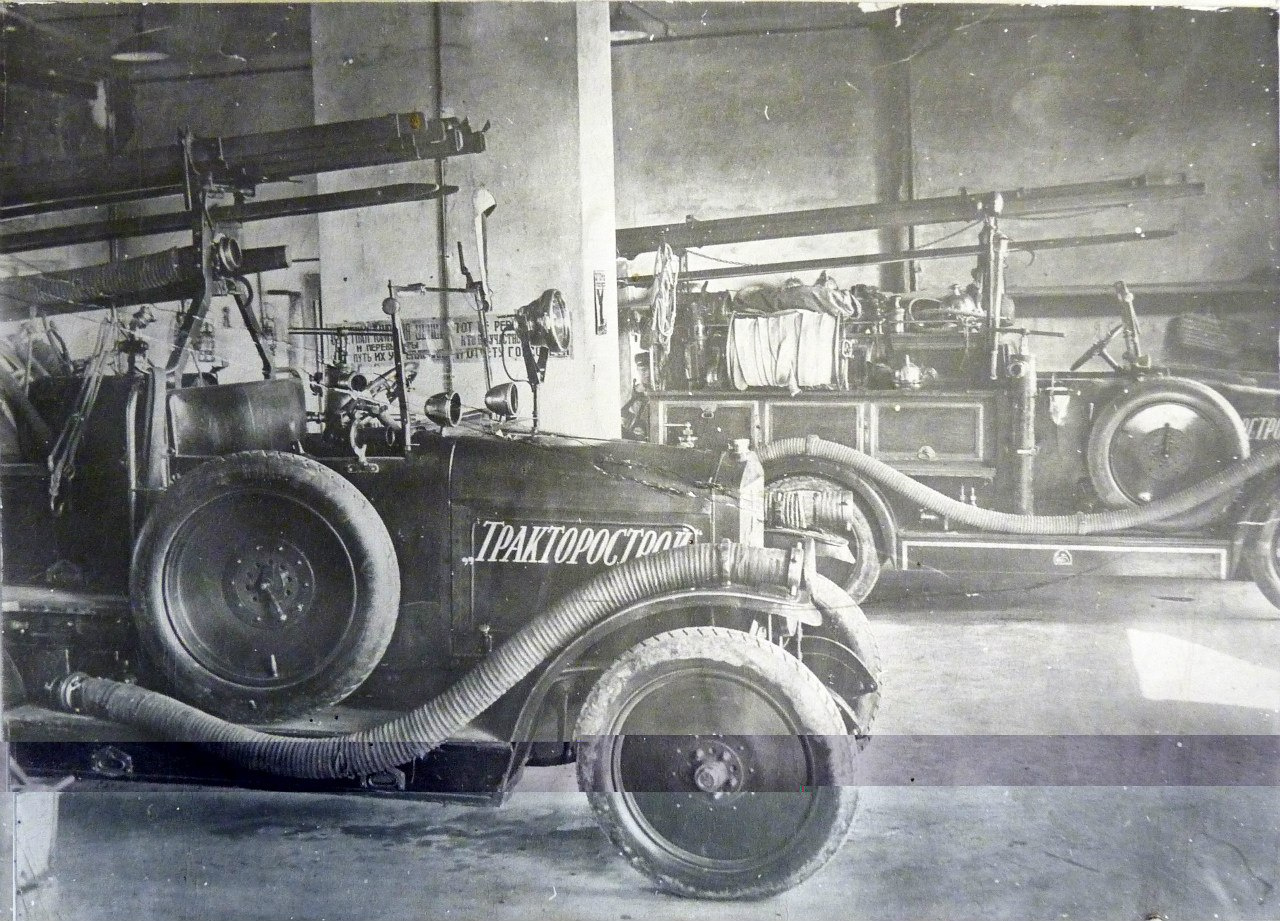
Пожарная часть 1930 год
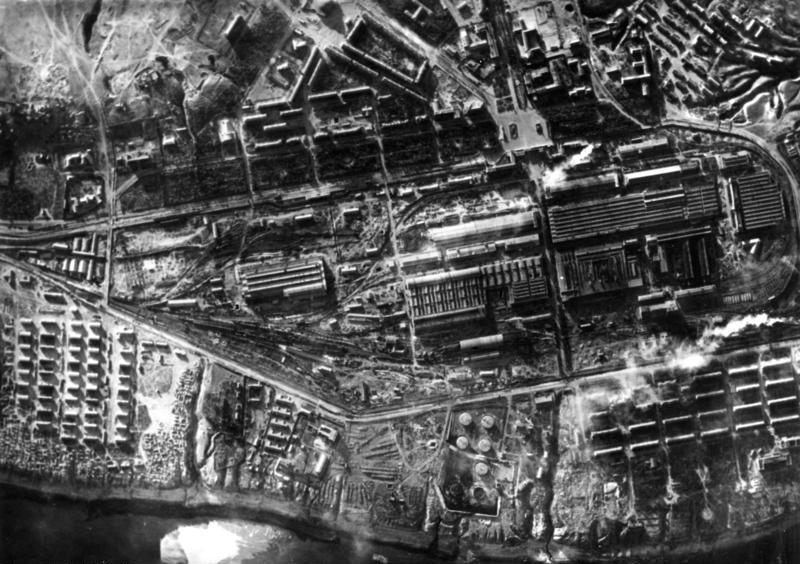
Завод  во время Сталинградской битвы. Съёмка Люфтваффе 17 октября 1942 года
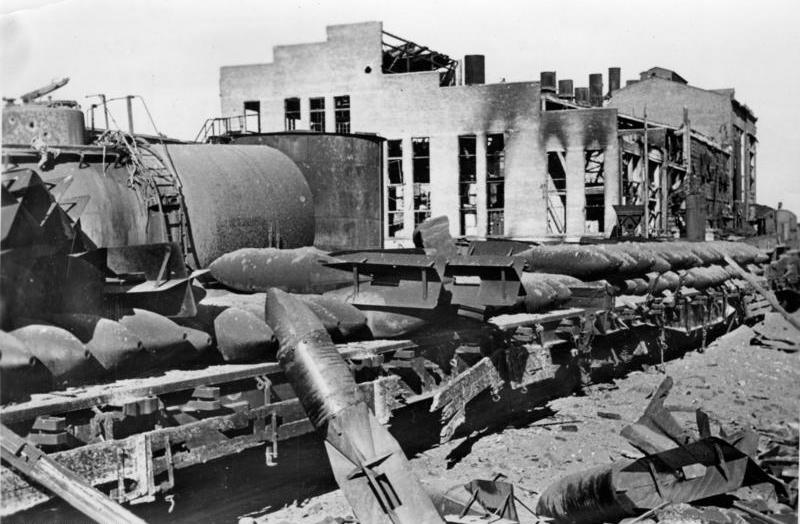
Заводские руины в ноябре 1942 года
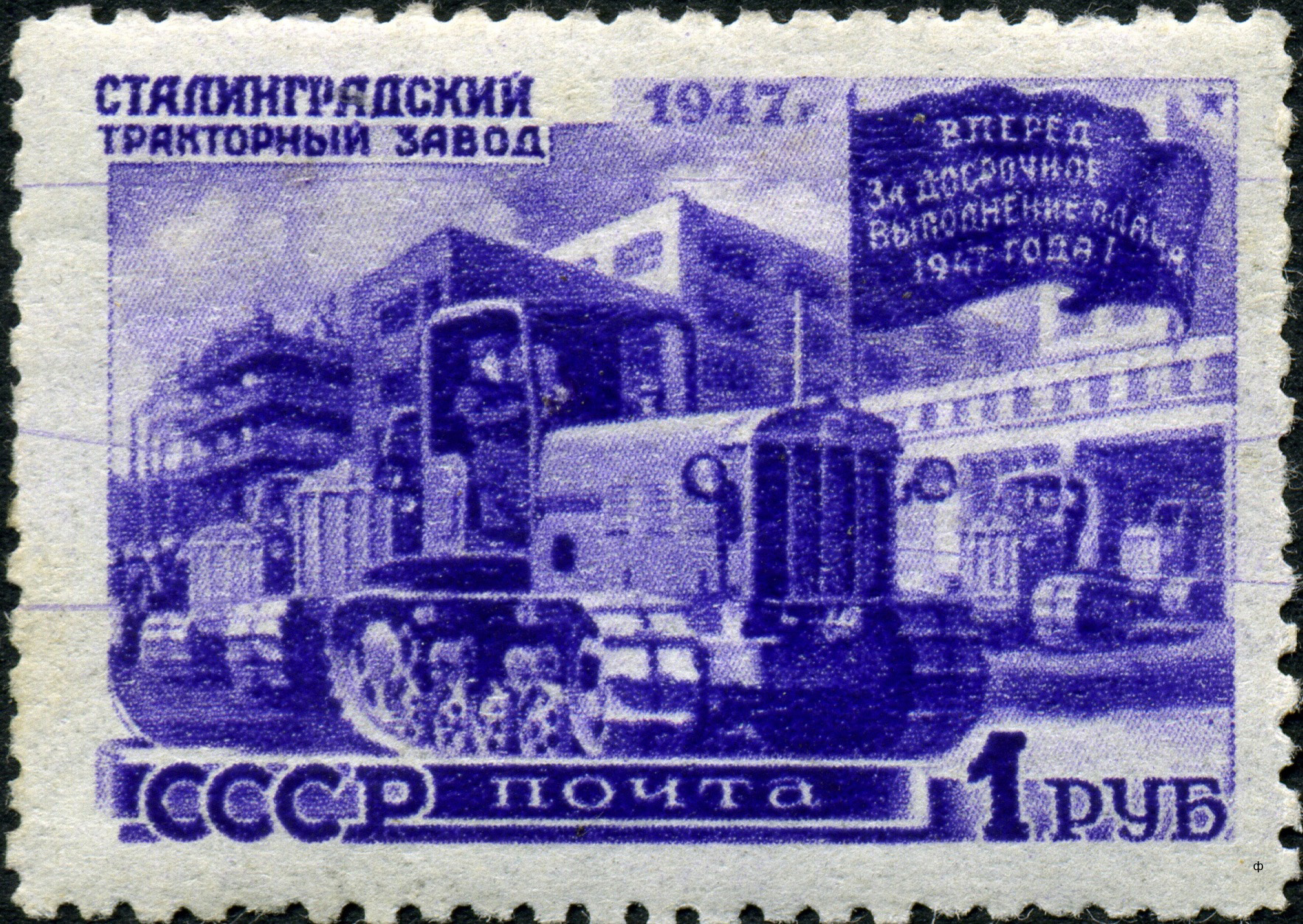
Почтовая марка 1947 года

### 1992—2007
В 1992 году предприятие было приватизировано и реорганизовано в Открытое акционерное общество «Волгоградский тракторный завод».
С 1994 года в ОАО «Волгоградский тракторный завод» было освоено серийное производство нового гусеничного трактора ВТ-100 мощностью 120 л. с. и различных модификаций на его базе.
В 1995 году председателем совета директоров ОАО «Волгоградский тракторный завод» был избран В. А. Кабанов.
В декабре 2002 года из ОАО «Волгоградский тракторный завод» было выделено 4 отдельных компании: ОАО «Тракторная компания „ВгТЗ“», ОАО «Российские машиностроительные компоненты» (было создано на базе комплекса заготовительных цехов, специализировалось на разработке, изготовлении и продаже машиностроительных заготовок и компонентов), ОАО «Территория промышленного развития», ОАО «Волгоградский трактор», которые составили группу компаний «Волгоградский тракторный завод». Южная территория предприятия была передана под производство боевой техники Обществу с ограниченной ответственностью «Волгоградская машиностроительная компания „ВгТЗ“» (ООО «ВМК „ВгТЗ“»), которое не вошло в группу компаний «Волгоградский тракторный завод».
В 2004 году на пост директора ОАО «Волгоградский тракторный завод» был назначен Геннадий Студенский, ранее возглавлявший другое предприятие холдинга — ОАО «Алтайдизель». При его руководстве было прекращено производство тракторов ДТ-75, кроме бульдозерных модификаций. В 2005 году решением Арбитражного суда Волгоградской области ОАО «Волгоградский тракторный завод» было признано банкротом; организация была ликвидирована 26 июля 2007 года.

### 2007—н. в.
В 2015 году часть северной территории предприятия передана под застройку, а оборудование предназначенных под демонтаж цехов было вывезено на другие предприятия.
В ноябре 2016 года на южной (военной) площадке предприятия в рамках гособоронзаказа ООО «ВМК „ВгТЗ“» производилось два изделия — «Ракушка» и «Спрут»; к 2017 году на заводе собирали стендовую модель БМД-4М. В 2017 году для финансового оздоровления предприятия принято решение о вхождении военной составляющей концерна (ООО «ВМК „ВгТЗ“») в госкорпорацию «Ростех».
К 2020 году большинство зданий цехов северной части предприятия были снесены, сохранены здание проходной завода и два памятника на площади им. Ф. Э. Дзержинского. Помещения в здании заводоуправления сдаются в аренду под офисы; там же находится юридический адрес ООО «ВМК „ВгТЗ“», которое с 2002 года является оператором (эксплуатантом) военной части завода, и в 2018 году продолжало производство бронетехники в интересах воздушно-десантных войск на южной площадке: БМД-4, БТР-Д, Спрут-СДМ.
14 июня 2022 ликвидировано Акционерное общество «Тракторная компания „ВгТЗ“» (АО «ТК „ВгТЗ“»).
16 декабря 2022 года, из-за российского нападения на Украину, ООО «ВМК „ВгТЗ“» попало под санкции стран Евросоюза, так как разрабатывает и производит боевые машины «которые используются российскими вооружёнными силами во время агрессивной войны России против Украины»; позже к санкциям присоединилась Швейцария. 1 мая 2024 года предприятие включёно в блокирующий санкционный список США за «полномасштабную войну и применение химического оружия против Украины», отмечая деятельность завода в оборонном секторе России.
Учредителем и управляющей компанией ООО «ВМК „ВгТЗ“» по состоянию на 2024 год является АО «Курганский машиностроительный завод».

## Основная продукция
Военная техника:
- Т-26[24][25]
- Т-34
- СТЗ-5-НАТИ «Сталинец»
- ПТ-76
- БТР-50
- БМД-1
- БМД-2
- БМД-3
- БМД-4
- БТР-Д
- 2С25 «Спрут-СД»

Сельскохозяйственные тракторы:
- СТЗ-1
- СТЗ-3
- ДТ-54
- ДТ-75
- ДТ-175
- ВТ-150

## Руководство
Директоры завода в советский период:
- Пудалов, Александр Дмитриевич — в 1931—1933 годах;
- Шейнман, Илья Борисович — в 1932—1933 годах;
- Трегубенков, Кузьма Егорович — в 1933 году;
- Меламед, Илья Иосифович — в 1933—1935 годах;
- Фокин, Валентин Васильевич — в 1935—1937 годах;

Руководство в постсоветский период:
- Студенский, Геннадий Викторович — в 2004 году.

## Награды
- орден Ленина (17 мая 1932)
- орден Ленина (14 января 1970)
- орден Трудового Красного Знамени (8 февраля 1942) — за образцовое выполнение задания правительства по производству танков и танковых моторов.
- орден Отечественной войны I степени (7 февраля 1945)